# Гонсалес де Эрмосильо, Хосе Мария
Хосе Мария Гонсалес де Эрмосильо (исп. José María González de Hermosillo, 2 февраля 1774 — 1818) — маршал, борец за независимость Мексики от испанской короны. В его честь назван город Эрмосильо.

## Биография
Родился в Вице-королевстве Новая Испания, по одним источникам в Халостотитлане, по другим — в Сапотлан-эль-Гранде (в настоящее время обе территории принадлежат штату Халиско). Родители — Андрес Гонсалес де Эрмосильо (по всей видимости, родом из Сан-Хуан-де-лос-Лагос) и Росалия Чавес-и-Ромеро. Был крещён 5 февраля 1774 года в местном приходе. К 1780 году семья переехала к посту Лорето в Местикакане. В 1792 году Хосе Мария заключил брак с Гвадалупе Хименес Хауре, венчал их Хуан Непомусено Баэс.
В ноябре 1810 года он решил присоединиться к движению за независимость в Гвадалахаре. Мигель Гомес Португаль поставил перед ним задачу расширить масштабы восстания в Соноре и Синалоа и дал ему звание подполковника. 18 декабря того же года Гонсалес де Эрмосильо одержал свою первую победу, захватив площадь Эль Реаль в Росарио, которую защищали более тысячи солдат под началом полковника-роялиста Педро Вильяэскусы. Гонсалес де Эрмосильо пощадил его, взяв с него клятву не продолжать борьбу с повстанцами, и конфисковал у него шесть пушек и иные боевые припасы. За это лидер повстанческого движения Мигель Идальго повысил его до полковника.